# 诗人与农夫
《诗人与农夫》（德語：Dichter und Bauer）是一部三幕轻歌剧，由奥地利作曲家弗朗茨·冯·苏佩作曲，于1846年8月24日首演于维也纳。该歌剧的序曲常被作为单独曲目在音乐会上演奏。原剧本由戏剧家卡尔·埃尔马尔编写。1936年，古斯塔夫·奎登菲尔德根据苏佩的乐谱版本写了新的剧本。

## 人物
- 西奥菲尔·冯·萨尔本斯坦（Theophil von Salbenstein） – 富裕的土地所有者；
- 赫尔米娜·冯·麦因（Hermine von Meyen）– 西奥菲尔的被监护人；
- 费迪南·卢梅尔（Ferdinand Römer）– 诗人；
- 克里斯蒂安·贝尔纳（Christian Berner） - 农夫；
- 丽辛（Lieshchen）– 克里斯蒂安的女儿；
- 康拉德·毛雷尔(Konrad Maurer） - 年轻农夫；
- 芭芭拉（Barbara） – 西奥菲尔的远亲。

## 剧情
故事发生在风景如画的上巴伐利亚。
赫尔米娜继承了由她的监护人西奥菲尔管理的一笔巨额财产。但是遗嘱有附属条件：赫尔米娜要么等待3年后继承财产，要么立即和西奥菲尔结婚；如果未经西奥菲尔同意她和别人结婚，将自动失去财产继承权。但赫尔米娜爱着诗人费迪南。可是，费迪南已经逃到乡村去了，因为他觉得他和赫尔米娜的关系完结了。在乡下，他将充满热情与浪漫的诗篇献给农夫的女儿丽辛，但丽辛爱着的人是年轻的农夫康拉德。芭芭拉是西奥菲尔的一位远亲，她决定出面应对这个纷纭复杂的局面。她设法向西奥菲尔展示了一份书面婚约；最后，每人各得其所，皆大欢喜。

### 奎登菲尔德1936年剧本故事梗概
（根据古斯塔夫·奎登菲尔德1936年的剧本）
在哈布斯堡王朝皇帝弗朗兹·约瑟夫治下的黄金岁月里，亨德尔伯格婚姻集市于每年春季举行。适龄有情男女在同一天举行教堂婚礼。富裕农夫卢高什和儿子弗洛林也来到集市，他想让纯朴的儿子把马丁的女儿耶尔卡娶回来。但骄傲的耶尔卡对弗洛林毫无兴趣，弗洛林也不赞同这个主意，因为他中意的人是可爱的女仆尤丽什卡。但卢高什和马丁的真实意图是获得施坦霍夫庄园的拥有权。卢高什想让儿子弗洛林得到它，而马丁希望他的被监护人彼得·威尔希兹成为庄园的新主人，因为彼得是施坦霍夫庄园的合法继承人。但此时谁也不知道彼得在哪里，甚至没人知道他是否还活着。而且，法院裁定的截止日在三天后：如果到那时候，法定继承人还未出现，庄园将被拍卖。接着，一个新的发现惊呆了所有的人：尤丽什卡不久前在布达佩斯为一位名叫彼得·威尔希兹的人做过仆人。人们赶忙询问尤丽什卡，得到一个难以置信的消息：彼得·威尔希兹是一位诗人。兴奋的马丁、耶尔卡和尤丽什卡出发去布达佩斯，他们要把诗人带回来。但是，在诗人成为新的庄园主人和成功的诗人之前，他们必须克服乡下人和城里人之间存在的种种奇特古怪的隔阂与障碍。最终，有情人终成眷属，新的幸福花朵在施坦霍夫庄园盛开了。